# フランクリン郡 (ルイジアナ州)
フランクリン郡（フランクリンぐん、英: Franklin Parish）は、アメリカ合衆国ルイジアナ州の北部に位置する郡である。2010年国勢調査での人口は20,767人であり、2000年の21,263人から2.3％減少した。郡庁所在地はウィンズボロ市（人口4,910人）であり、同郡で人口最大の町でもある。

## 地理
アメリカ合衆国国勢調査局に拠れば、郡域全面積は635平方マイル (1,645 km2)であり、このうち陸地624平方マイル (1,616 km2)、水域は12平方マイル (31 km2)で水域率は5.82％である。

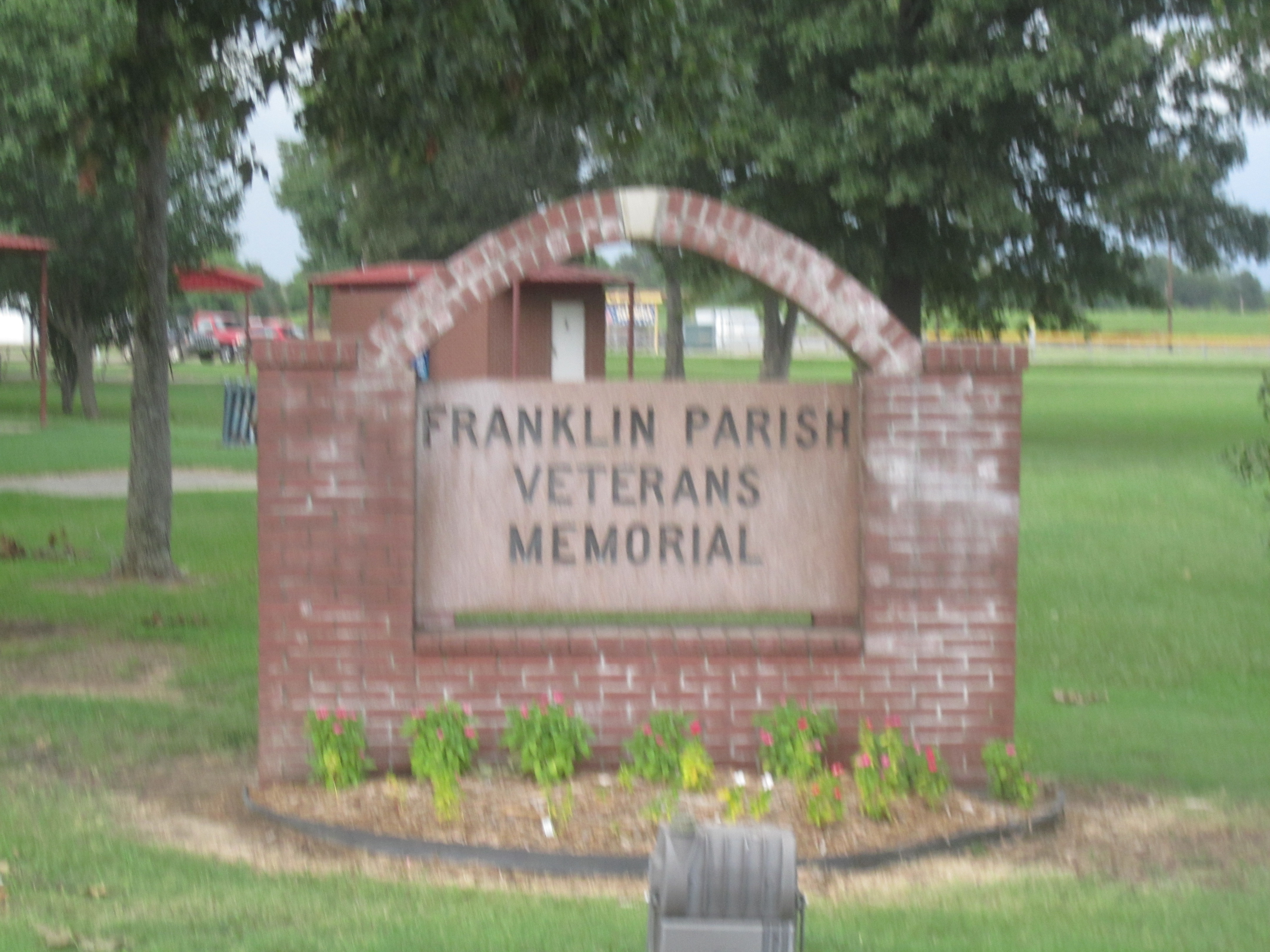
ウィンズボロ市にあるフランクリン郡退役兵記念碑

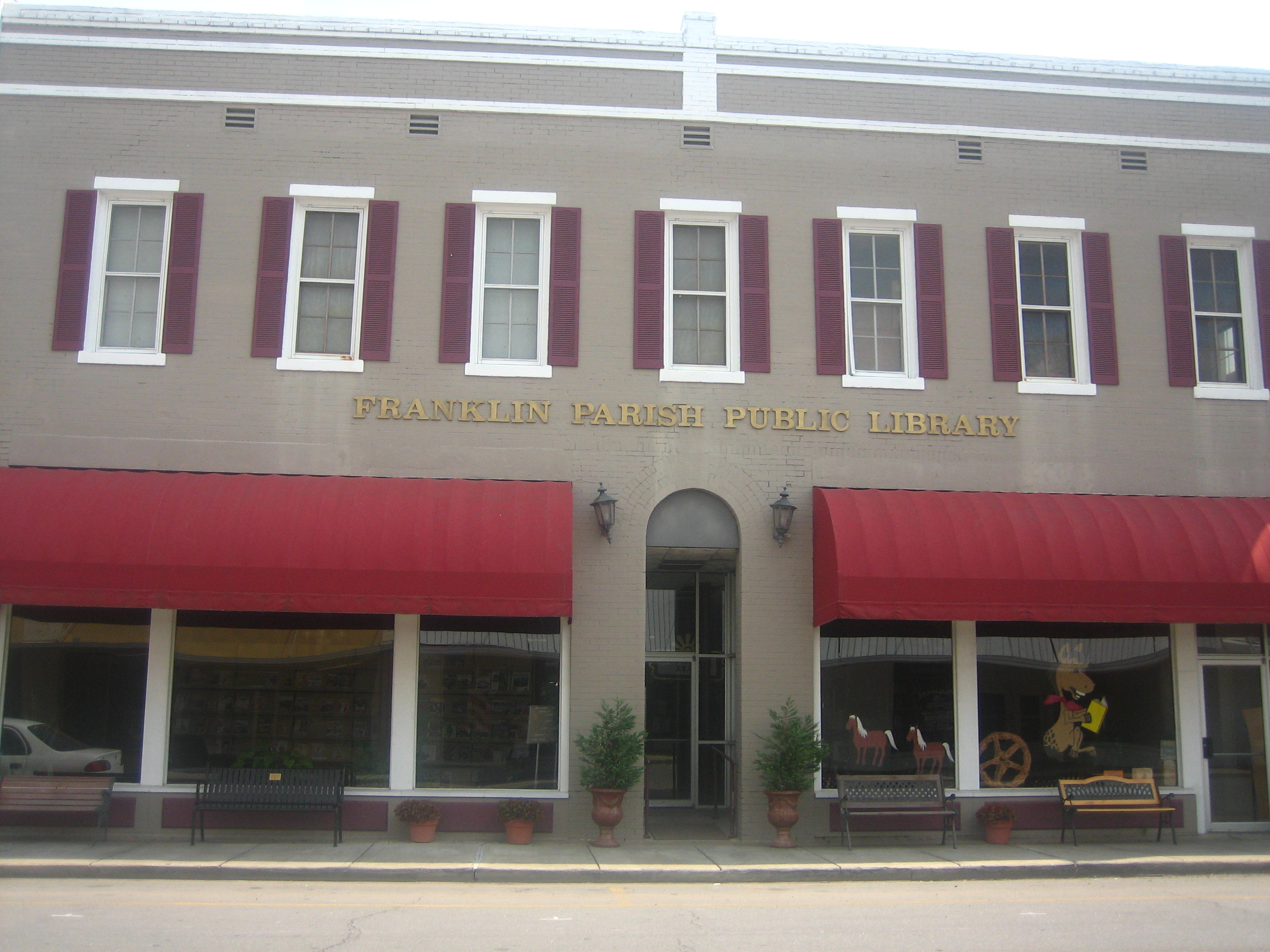
ウィンズボロ市中心街歴史地区にあるフランクリン郡図書館

### 主要高規格道路
- アメリカ国道425号線
- ルイジアナ州道4号線
- ルイジアナ州道15号線
- ルイジアナ州道17号線

### 隣接する郡
- リッチランド郡 - 北、北西
- マディソン郡 - 北東
- テンサス郡 - 南東
- カタホウラ郡 - 南
- コールドウェル郡 - 西

### 国立保護地域
- テンサス川国立野生生物保護区（部分）

## 人口動態

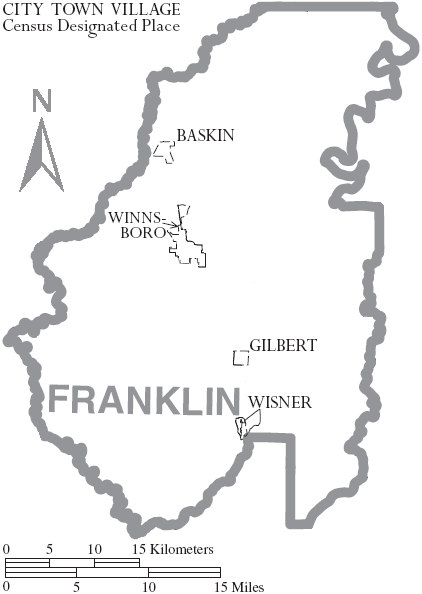
フランクリン郡図

以下は2000年の国勢調査による人口統計データである。
| 基礎データ - 人口: 21,263人 - 世帯数: 7,754 世帯 - 家族数: 5,706 家族 - 人口密度: 13人/km2（34人/mi2） - 住居数: 8,623軒 - 住居密度: 5軒/km2（14軒/mi2） 人種別人口構成 - 白人: 67.16% - アフリカン・アメリカン: 31.61% - ネイティブ・アメリカン: 0.27% - アジア人: 0.19% - その他の人種: 0.15% - 混血: 0.62% - ヒスパニック・ラテン系: 0.75% 年齢別人口構成 - 18歳未満: 27.9% - 18-24歳: 9.1% - 25-44歳: 25.8% - 45-64歳: 21.9% - 65歳以上: 15.3% - 年齢の中央値: 36歳 - 性比（女性100人あたり男性の人口） - 総人口: 91.2 - 18歳以上: 86.4 | 世帯と家族（対世帯数） - 18歳未満の子供がいる: 33.9% - 結婚・同居している夫婦: 53.3% - 未婚・離婚・死別女性が世帯主: 16.5% - 非家族世帯: 26.4% - 単身世帯: 23.9% - 65歳以上の老人1人暮らし: 12.2% - 平均構成人数 - 世帯: 2.64人 - 家族: 3.13人 収入と家計 - 収入の中央値 - 世帯: 22,964米ドル - 家族: 27,440米ドル - 性別 - 男性: 26,305米ドル - 女性: 16,758米ドル - 人口1人あたり収入: 12,675米ドル - 貧困線以下 - 対人口: 28.4% - 対家族数: 23.1% - 18歳未満: 41.4% - 65歳以上: 25.0% |

## 都市と町
| - バスキン - ギルバート | - ウィンズボロ - 郡庁所在地 - ワイズナー |

## 教育
フランクリン郡教育委員会が地元の公立学校を運営している。フランクリン郡高校（元ウィンズボロ高校）が郡内唯一の公立高校である。
他に私立キリスト教系学校としてウィンズボロにフランクリン・アカデミーがある。